# Transactiemonitor
Een transactiemonitor is een programma dat transacties bewaakt. Een transactie is een groep bewerkingen die allemaal moeten slagen voordat de transactie als geslaagd kan worden beschouwd.
Het klassieke voorbeeld van een transactie is een overboeking van geld van een bankrekening naar een andere bankrekening. Deze transactie bestaat uit 2 bewerkingen: het afboeken van het geld van de ene rekening en het bijboeken van het geld op de andere rekening. Als de eerste bewerking slaagt maar de tweede niet, dan mag het geld niet verdwijnen.
Een transactiemonitor maakt het mogelijk om deze bewerkingen te groeperen tot één transactie. Dit wordt over het algemeen gedaan door een kopie van de te verwerken gegevens te maken en dan de bewerkingen op deze gegevens uit te voeren. Nadat alle bewerkingen succesvol zijn uitgevoerd worden de gegevens in 1 bewerking teruggegeven aan het systeem. Als een van de bewerkingen niet slaagt worden de gekopieerde gegevens weggegooid en wordt er een fout gerapporteerd. Dit betekent dat de transactie atomair is geworden.
Transactiemonitoren werden voor het eerst ontwikkeld in de jaren 60. Met name IMS van IBM is een bekende transactiemonitor.